# Sascha Kolowrat-Krakowsky

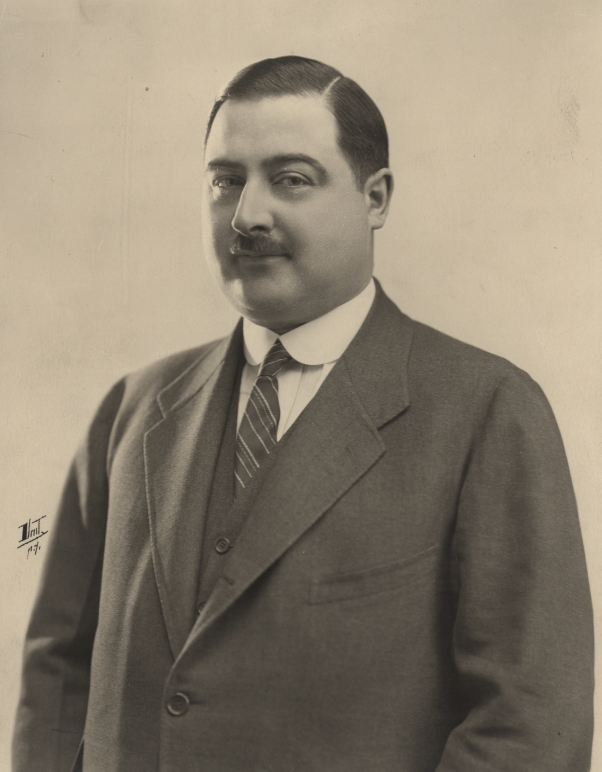
Alexander „Sascha“ Graf Kolowrat-Krakowsky

Alexander Joseph Graf Kolowrat-Krakowsky (* 29. Jänner 1886 in Glen Ridge, New Jersey, USA; † 4. Dezember 1927 in Wien, besser bekannt unter dem Namen Sascha Kolowrat-Krakowsky) war ein österreichischer Filmproduzent. Er begründete die österreichische Filmindustrie.

## Leben

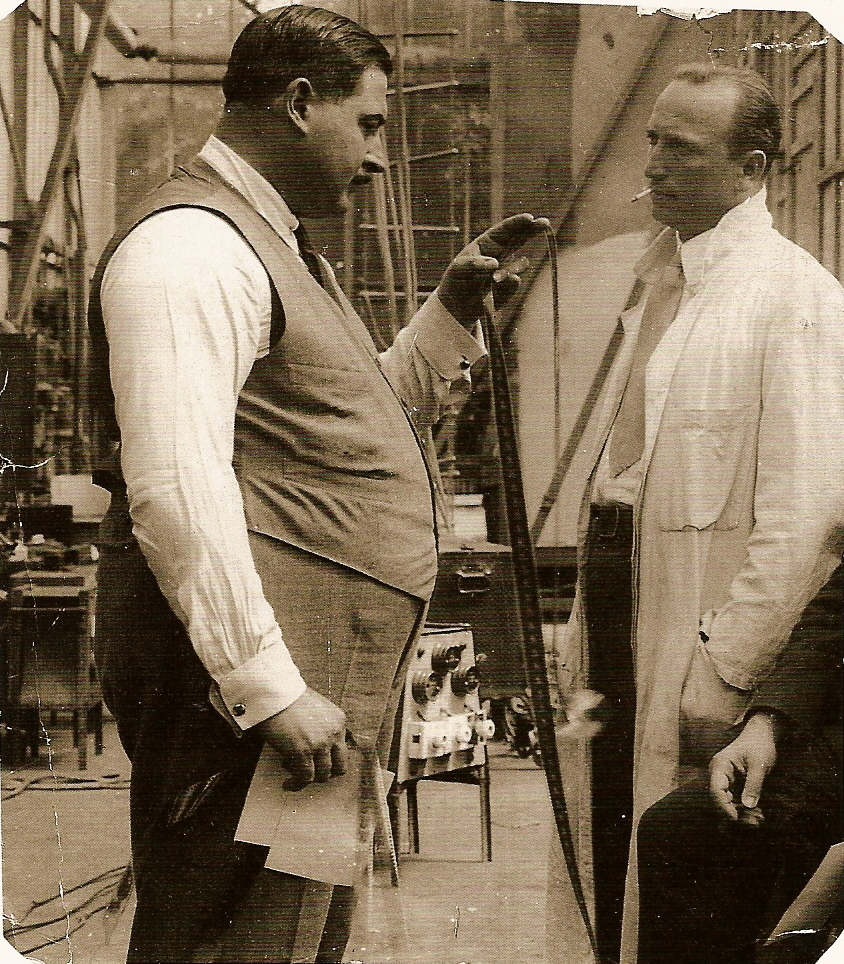
Kolowrat-Krakowski (links) mit Michael Curtiz (1916)

Sein Vater war Leopold Philipp Graf Kolowrat-Krakowsky und seine Mutter Nadine geb. Freiin von Huppmann-Valbella, Tochter des Zigarettenfabrikanten Joseph von Huppmann-Valbella aus Sankt Petersburg. Seine drei Geschwister hießen Bertha, Friedrich und Heinrich.
Kolowrat studierte an der Katholischen Universität Löwen (Belgien) und wurde dort Mitglied der katholischen Studentenverbindung KAV Lovania Löwen. Er diente beim Militär und sprach mehrere europäische Sprachen. Nachdem er 1909 in Paris Charles Pathé begegnete, begeisterte er sich neben der Motorrad- und Automobilsport, dem Fliegen und Ballonfahren fortan auch für die Kinematografie. 1909 filmte er privat unter anderem ein Autorennen am Semmering.
1910, nachdem sein Vater gestorben war und er dessen Güter in Böhmen erbte, gründete Alexander Kolowrat die Sascha Filmfabrik und ein Filmlaboratorium im Schloss Groß Meierhöfen in Pfraumberg. 1912 übersiedelte er nach Wien und gründete im Jahr 1913 die „Sascha Filmfabrik“ in Wien-Brigittenau. Eine seiner ersten Produktionen mit der Sascha war „Die Gewinnung des Erzes am steirischen Erzberg in Eisenerz“. 1915 übernahm er die Filmexpositur der k.u.k. Kriegspressequartiers in Wien und betätigte sich in den Jahren des Ersten Weltkriegs auch mit der Produktion von Propagandafilmen.
Kolowrat entdeckte zahlreiche Schauspieler für den Film, unter anderen Willi Forst und Marlene Dietrich, und leistete wichtige Pionierarbeit in allen damaligen Filmgenres. Höhepunkte seiner künstlerischen Arbeit waren die Produktionen von Monumentalstreifen der Stummfilmzeit auf dem Wiener Laaer Berg. 1916 ließ er in Sievering das erste Großatelier Österreichs erbauen. Seiner Sascha gehörten auch einige Kinos. Er besuchte gern den Münstedt Kino Palast, das Burg- und das Opernkino.

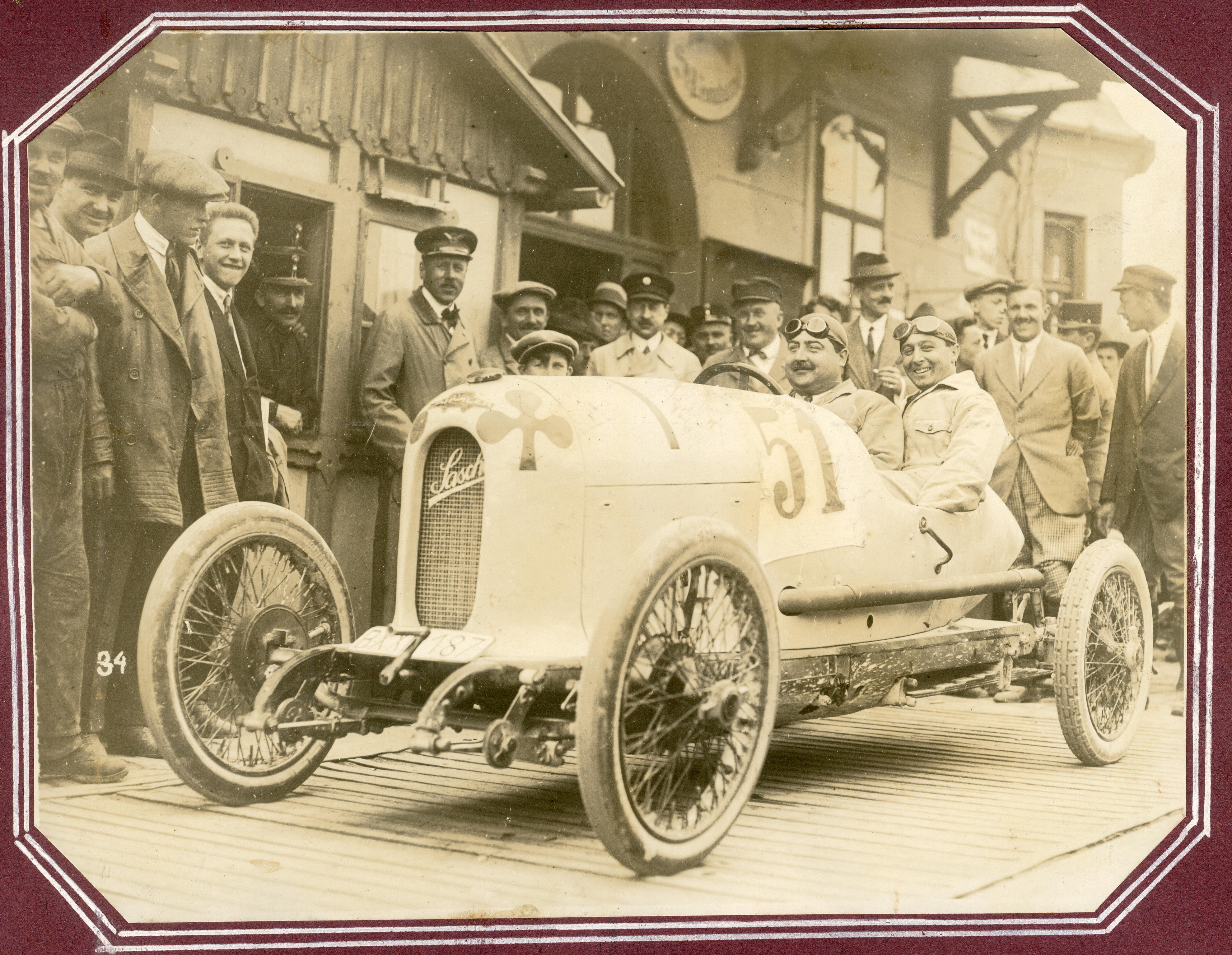
Kolowrat am Steuer eines Austro-Daimler Sascha

Im Wiener Prater, westlich der Rotunde, ließ Kolowrat zum Zwecke von Filmaufnahmen im Jahr 1920 „Alt-London“ errichten, ähnlich der Kulissenstadt Venedig in Wien, jedoch kleiner. Am Prager Wenzelsplatz besaß der Graf ein großes Stadtpalais. In den frühen 1920er-Jahren machte er nochmals als Entrepreneur und Rennfahrer von sich reden, als er bei Austro-Daimler unter Leitung von Ferdinand Porsche einen leichten „Volkswagen“ konstruieren ließ, der zwar in den ärmlichen Nachkriegszeiten kein Geschäft war, aber in seiner erfolgreichen Version als Sportwagen und Rennauto unter anderem bei der sizilianischen Targa Florio als „Austro-Daimler Sascha“ für großes Aufsehen sorgte.
Am 30. April 1923 heiratete Kolowrat die Prinzessin Sonja Trubezkoi (auch Troubetzkoi transliteriert) im Stephansdom. Zur Feier dieser Hochzeit wurde auf dem Gelände der Studios in Sievering eine Linde gepflanzt und eine Gedenktafel angebracht. Kolowrat-Krakowsky starb am 4. Dezember 1927 in Wien im Sanatorium Loew in der Mariannengasse 20 im Alter von 41 Jahren an Krebs.
1936 rief Friedrich Porges zu einer Sammlung auf, um eine Gedenktafel bzw. ein Denkmal für Sascha Kolowrat in Sievering zu finanzieren. Das Denkmal wurde 2021 im Zuge einer Umgestaltung des Geländes entfernt und nicht wieder aufgestellt. Sein Verbleib ist unbekannt.
1975 wurde die Kolowratgasse in Wien-Favoriten nach ihm benannt.

## Filmografie (kleine Auswahl)

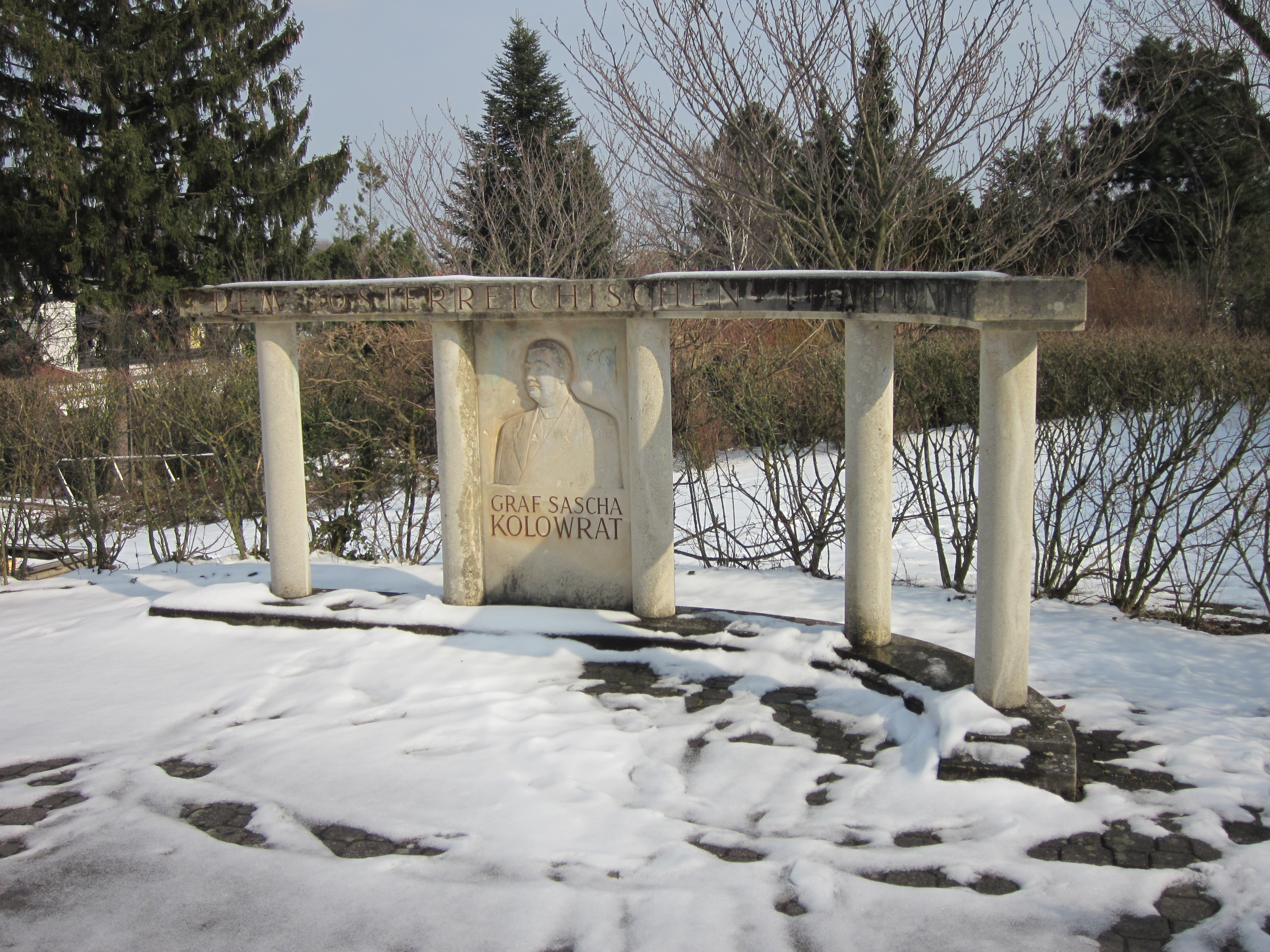
1948 enthülltes und 2021 entferntes Denkmal für Graf Sascha Kolowrat-Krakowsky am ehemaligen Wien-Film-Gelände in Wien Sievering

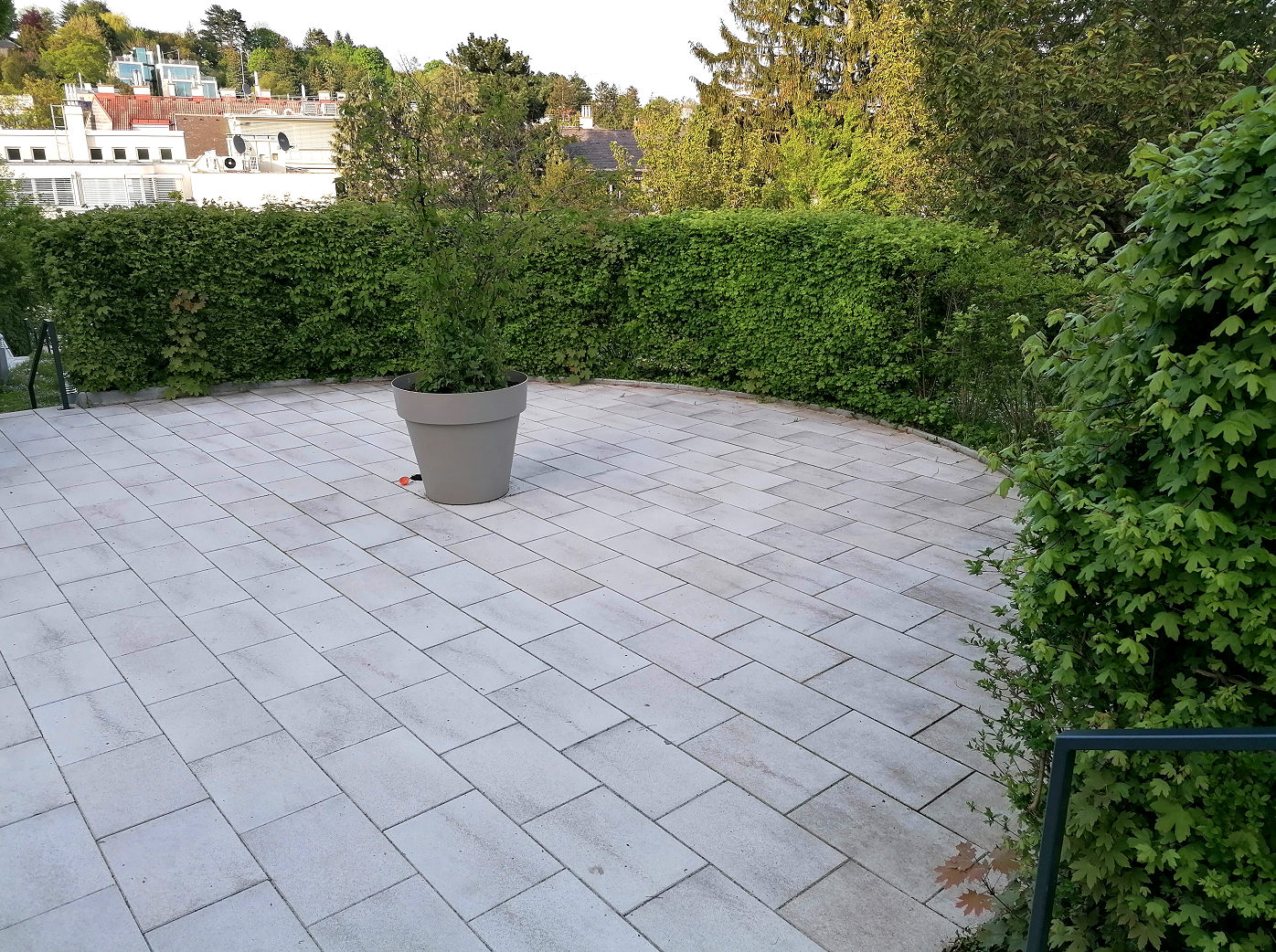
Der ehemalige Standort des Kolowrat-Denkmals in Sievering im Mai 2023

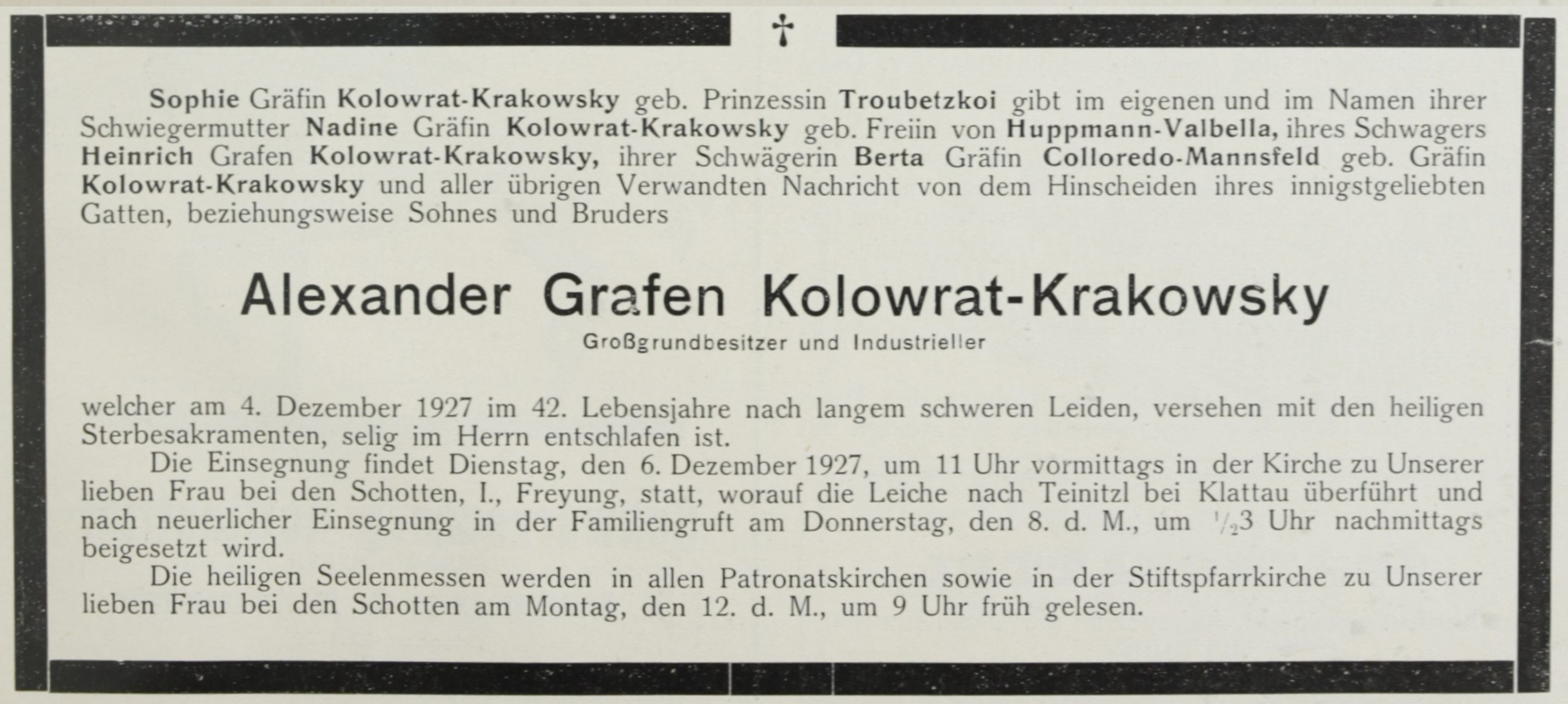
Todesanzeige im Wiener Salonblatt, 11. Dezember 1927, S. 10

- 1912: Die Gewinnung des Eisens am steirischen Erzberg in Eisenerz
- 1913: Der Millionenonkel
- 1915: Das erste Weib
- 1915: Moritz Wasserstrahl als Stratege
- 1916: Wien im Kriege
- 1916: Der Nörgler
- 1916: Sami, der Seefahrer
- 1917: Der Brief einer Toten
- 1917: Er muß sie haben
- 1917: Das schwindende Herz
- 1917: Wenn die Liebe auf den Hund kommt
- 1917: Um ein Weib
- 1918: Das andere Ich
- 1918: Der Märtyrer seines Herzens
- 1918: Der letzte Erbe von Lassa
- 1918: Don Juans letztes Abenteuer
- 1918: Der Mandarin
- 1919: Die Dame mit dem schwarzen Handschuh
- 1919: Boccaccios Liebesnächte
- 1920: Die Dame mit den Sonnenblumen
- 1920: Prinz und Bettelknabe
- 1920: Mrs. Tutti Frutti
- 1921: Frau Dorothys Bekenntnis
- 1921: Cherchez la femme
- 1921: Wege des Schreckens
- 1922: Eine versunkene Welt
- 1922: Herren der Meere
- 1922: Sodom und Gomorrha (Regie Michael Curtiz)
- 1923: Der junge Medardus
- 1923: Namenlos
- 1924: Die Sklavenkönigin
- 1924: Salambo
- 1924: Harun al Raschid
- 1925: Das Spielzeug von Paris
- 1926: Fiaker Nr. 13
- 1926: Der goldene Schmetterling
- 1927: Die Beichte des Feldkuraten
- 1927: Café Elektric
- 1927: Tingel-Tangel